# Vitaliy Shumbarets
Vitaliy Shumbarets (né le 14 juillet 1983) est un sauteur à ski ukrainien.

## Palmarès

### Jeux Olympiques
| Épreuve / Édition | Vancouver 2010 |
| Petit Tremplin    | 45e            |

### Championnats du monde
| Épreuve / Édition | Épreuve / Édition | Val di Fiemme 2003 | Oberstdorf 2005 | Sapporo 2007 | Liberec 2009 | Oslo 2011 |
| Petit Tremplin    | Petit Tremplin    |                    |                 | 51e          |              | 41e       |
| Grand Tremplin    | Grand Tremplin    |                    |                 | 41e          | 35e          |           |
| Par Equipes       | PT                |                    | 16e             |              |              |           |
| Par Equipes       | GT                | 13e                |                 | 13e          |              |           |

### Coupe du monde
- Meilleur classement final: 79e en 2009.
- Meilleur résultat: 21e.